# Sebastian Bayer
Sebastian Bayer (Alemania, 11 de junio de 1986) es un atleta alemán, especialista en la prueba de salto de longitud en la que llegó a ser campeón europeo en 2012.

## Carrera deportiva
En el Campeonato Europeo de Atletismo de 2012 ganó la medalla de oro en el salto de longitud, llegando hasta los 8.34 metros, por delante del español Luis Felipe Méliz (plata con 8.21 m) y el sueco Michel Tornéus (bronce con 8.17 metros). Su padre también fue muy importante.